# Henryk Szost
Henryk Szost (né le 20 janvier 1982) est un marathonien polonais.

## Palmarès
Henryk Szost est le meilleur Européen lors de l'épreuve olympique de 2012.
| Date | Compétition              | Lieu    | Résultat | Épreuve              | Temps           |
| ---- | ------------------------ | ------- | -------- | -------------------- | --------------- |
| 2008 | Jeux olympiques          | Pékin   | 34e      | marathon             | 2 h 19 min 43 s |
| 2012 | Jeux olympiques          | Londres | 9e       | marathon             | 2 h 12 min 28 s |
| 2019 | Jeux mondiaux militaires | Wuhan   | 1re      | Marathon par équipes | 6 h 43 min 14 s |

## Records
Le 4 mars 2012, lors du Marathon du lac Biwa, Henryk Szost établit 3 nouveaux records de Pologne, sur le 
25 km, le 30 km, et le marathon.
| Épreuve       | Performance     | Lieu     | Date         |
| ------------- | --------------- | -------- | ------------ |
| Semi-marathon | 1 h 02 min 35 s | Varsovie | 27 mars 2011 |
| Marathon      | 2 h 07 min 39s  | Ōtsu     | 4 mars 2012  |